# Claude de Forbin

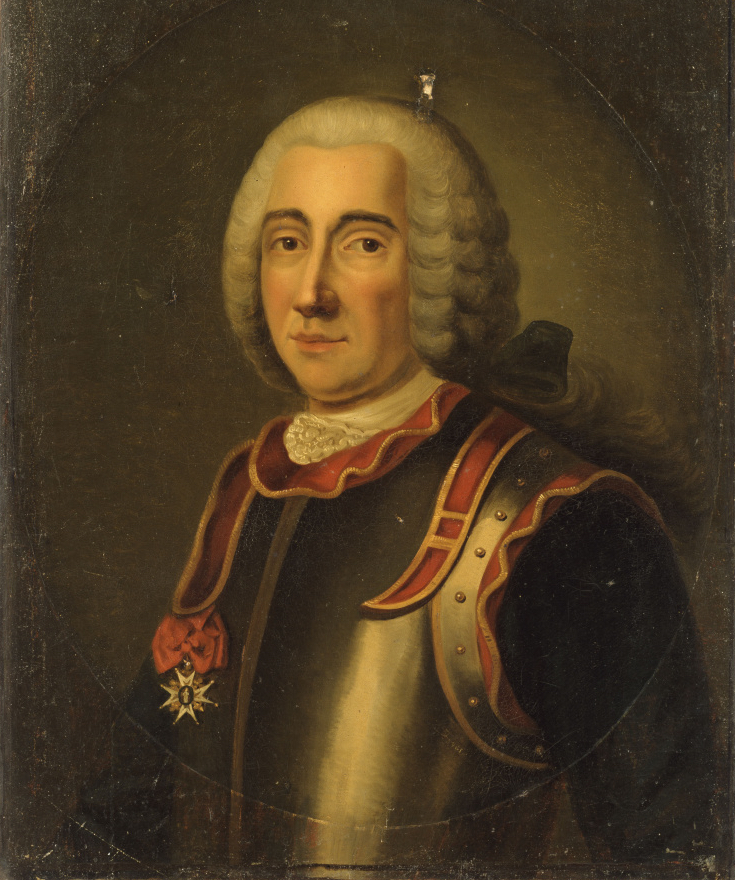
Claude de Forbin

Claude de Forbin, graaf van Gardanne (Gardanne, 6 augustus 1656 - Marseille, 2 maart 1733) was een Frans marineofficier en kaper. Hij was een van de meest getalenteerde Franse marineofficieren van zijn tijd.

## Levensloop
De Forbin leek voorbestemd voor een kerkelijke carrière maar koos voor een militaire carrière. Hij ging in de leer bij zijn oom Louis de Forbin, die kapitein van een galei was. Na een korte diensttijd bij de musketiers werd hij in 1677 onderofficier op een marineschip. Datzelfde jaar doodde hij de ridder de Gourdon in een duel. Hij werd door het Parlement van de Provence ter dood veroordeeld maar verkreeg gratie. Hij diende op schepen in de Caraïben en in de Middellandse Zee, waar hij streed tegen Barbarijse piraten. In 1684 werd hij met de graad van kapitein (lieutenant de vaisseau) belast met een diplomatieke missie naar Siam (Thailand). Koning Narai van Ayutthaya zocht toenadering tot Frankrijk als reactie op de groeiende Nederlandse invloed in de regio. Hij benoemde Forbin tot generalissimo, admiraal en gouverneur van Bangkok. Forbin kon moeilijk aarden in Siam en keerde zogezegd om gezondheidsredenen terug naar Frankrijk.
Terug in Frankrijk legde Forbin zich toe op de kaapvaart onder bevel van Jean Bart. In 1689 werd hij samen met Bart gevangen genomen door de Britten. Forbin, ook al was hij gewond geraakt in de strijd, wist te ontsnappen uit Plymouth en stak in een kleine boot Het Kanaal over. Hij werd bevorderd tot capitaine de vaisseau en was actief bij verschillende zeeslagen tijdens de Oorlog van de Liga van Augsburg: Beachy Head (1690), Barfleur (1692) en Lagos (1693). Hij was ook opnieuw actief in de Middellandse Zee in de strijd tegen Barbarijse piraten. In 1699 werd hij ridder in de Orde van de Heilige Lodewijk en in 1707 kreeg hij een adellijke titel als graaf van Gardanne. In datzelfde jaar werd hij bevorderd tot chef d'escadre. In 1715 nam hij ontslag uit de marine als gevolg van een slechte verstandhouding met de minister voor Marine. Hij trok zich terug op zijn kasteel, het Château de Saint-Marcel bij Marseille. Daar schreef hij zijn memoires en overleed hij in 1733.

## Memoires
Zijn Mémoires (1730) schetsen een historisch belangrijk beeld van het hof van Siam.